# Darcie Dolce
Darcie Dolce (Sacramento, 10 dicembre 1992) è un'attrice pornografica statunitense.

## Biografia
Nata a Sacramento, nel dicembre 1992 da una famiglia di origini italiane, tedesche e armene, è cresciuta nella città di Folsom.
Ha debuttato nell'industria del cinema per adulti nel giugno 2015, lavorando per le case di produzione come Mile High, Girlfriends Films, Reality Kings, Pure Play Media, Girlsway, Digital Playground, Mofos, Brazzers, Filly Films o Elegant Angel.
Nel 2016 ha iniziato la sua carriera da regista nella  società di produzione Filly Films. Sempre nel 2016 è stata scelta Pet of the mouth dalla rivista Penthouse, comparendo sulla copertina del mese di febbraio. Ha girato più di 420 film come attrice.
Successivamente ha ricevuto svariate candidature sia agli AVN Awards che agli XBIZ Award nel quinquennio 2017-2021, riuscendo a vincere poi nel 2018 nella categoria Girl/Girl Performer of the Year.
Contemporaneamente svolge l'attività di DJ, suonando nei locali e dirigendo un programma radiofonico.

## Riconoscimenti
- XBIZ Award
  - 2018 – Girl/Girl Performer of the Year[4]
- Urban X Award
  - 2019 – Lesbian Performer of the Year[5]